# Alàs i Cerc
Alàs i Cerc är en kommun i Spanien.   Den ligger i provinsen Província de Lleida och regionen Katalonien, i den nordöstra delen av landet, 500 km öster om huvudstaden Madrid. Antalet invånare är 376. Arean är 58 kvadratkilometer. Alàs i Cerc gränsar till Arsèguel, Cava, La Seu d'Urgell, La Vansa i Fórnols, Estamariu och Ribera d'Urgellet. 
Huvudort är byn Alàs.